# Goniopora albiconus
Goniopora albiconus là một loài san hô trong họ Poritidae. Loài này được Veron mô tả khoa học năm 2002.